# Kanton Flavio Alfaro
Der Kanton Flavio Alfaro befindet sich in der Provinz Manabí im Westen von Ecuador. Er besitzt eine Fläche von 1347 km². Im Jahr 2022 lag die Einwohnerzahl bei rund 26.400. Verwaltungssitz des Kantons ist die Kleinstadt Flavio Alfaro mit 6197 Einwohnern (Stand 2010). Namensgeber des Kantons war Flavio Alfaro, Bruder des mehrmaligen ecuadorianischen Präsidenten Eloy Alfaro, wie dieser General und u. a. Kriegsminister Ecuadors.

## Lage
Der Kanton Flavio Alfaro liegt an der Pazifikküste im äußersten Norden der Provinz Manabí. Das Gebiet liegt östlich der Cordillera Costanera. Der Río Pescadillo, ein linker Nebenfluss des Río de Oro, durchfließt den zentralen Teil des Kantons in östlicher Richtung. Die Fernstraße E38 (Chone–El Carmen) durchquert den Kanton und führt an dessen Hauptort vorbei.
Der Kanton Flavio Alfaro grenzt im Osten an den Kanton El Carmen sowie im Westen an den Kanton Chone.

## Verwaltungsgliederung
Der Kanton Flavio Alfaro ist in die Parroquia urbana („städtisches Kirchspiel“)
- Flavio Alfaro

und in die Parroquias rurales („ländliches Kirchspiel“)
- San Francisco de Novillo (Verwaltungssitz in Novillo)
- Zapallo

gegliedert.

## Geschichte
Der Kanton Flavio Alfaro wurde am 20. April 1988 eingerichtet.
Entwicklung der Einwohnerzahl im Kanton Flavio Alfaro bei landesweiten Volkszählungen zum jeweiligen Gebietsstand:
| Jahr                    | Einwohner | +/-    |
| ----------------------- | --------- | ------ |
| 1990                    | 23.613    | –      |
| 2001                    | 25.390    | 7,5 %  |
| 2010                    | 25.004    | −1,5 % |
| 2022                    | 26.415    | 5,6 %  |
| Datenherkunft: Wikidata |           |        |